# Jean-Patrick Wakanumuné
Jean-Patrick Wakanumuné (ur. 13 marca 1980) – piłkarz nowokaledoński grający na pozycji obrońcy. Od 2012 roku jest zawodnikiem klubu AS Magenta. Jest bratem Joëla Wakanumuné, także piłkarza i reprezentanta Nowej Kaledonii.

## Kariera klubowa
Karierę piłkarską Wakanumuné rozpoczął w klubie AS Le Mont-Dore. W jego barwach zadebiutował w pierwszej lidze nowokaledońskiej. W latach 2002, 2006, 2010 i 2011 wywalczył z Le Mont-Dore cztery tytuły mistrza Nowej Kaledonii. Zdobył z nim też trzy Puchary Nowej Kaledonii w latach 2006, 2008 i 2009.
W 2012 roku Wakanumuné przeszedł do AS Magenta.

## Kariera reprezentacyjna
W reprezentacji Nowej Kaledonii Wakanumuné zadebiutował w 2007 roku. W 2012 roku wystąpił w Pucharze Narodów Oceanii 2012. Z Nową Kaledonią zajął drugie miejsce na tym turnieju.